# سوتومو
سوتومو  (بالإندونيسية: Sutomo)‏معروف أيضاً بتومو بونغ (3 أكتوبر 1920 - 7 أكتوبر 1981) زعيم عسكري إندونيسي شارك في الثورة الوطنية الإندونيسية ضد هولندا، ولعب دوراً كبير في معركة سورابايا عام 1945 .